# Liste der Baudenkmäler in Spardorf
Auf dieser Seite sind die Baudenkmäler in der mittelfränkischen Gemeinde Spardorf zusammengestellt. Diese Tabelle ist eine Teilliste der Liste der Baudenkmäler in Bayern. Grundlage ist die Bayerische Denkmalliste, die auf Basis des Bayerischen Denkmalschutzgesetzes vom 1. Oktober 1973 erstmals erstellt wurde und seither durch das Bayerische Landesamt für Denkmalpflege geführt wird. Die folgenden Angaben ersetzen nicht die rechtsverbindliche Auskunft der Denkmalschutzbehörde.
 Diese Liste gibt den Fortschreibungsstand vom 12. November 2023 wieder und enthält 5 Baudenkmäler.

## Baudenkmäler
| Lage                             | Objekt                  | Beschreibung | Akten-Nr.    | Bild |
| -------------------------------- | ----------------------- | --- | ------------ | ---- |
| Erlanger Straße 1 (Standort)     | Gemeindehaus            | Zweigeschossiger giebelständiger Sandsteinquaderbau mit Satteldach und Dachreiter, zweite Hälfte 19. Jahrhundert | D-5-72-154-1 | BW   |
| Großer Garten (Standort)         | Kirschhäuschen Soff     | Kleiner Sandsteinquaderbau mit Satteldach, bezeichnet „1756 IB“                                                  | D-5-72-154-6 | BW   |
| Großer Garten (Standort)         | Kirschhäuschen Sommerer | Kleiner Fachwerkbau mit Satteldach, 18. Jahrhundert                                                              | D-5-72-154-7 | BW   |
| Marloffsteiner Straße (Standort) | Ruhstein                | Sandstein, 17./18. Jahrhundert, an der Staatsstraße 2242                                                         | D-5-72-154-3 | BW   |
| Uttenreuther Straße 4 (Standort) | Wohnstallhaus           | eingeschossiger giebelständiger Sandsteinquaderbau mit Satteldach und verputztem Fachwerkgiebel, um 1800         | D-5-72-154-5 | BW   |

## Ehemalige Baudenkmäler
In diesem Abschnitt sind Objekte aufgeführt, die früher einmal in der Denkmalliste eingetragen waren, jetzt aber nicht mehr. Objekte, die in anderem Zusammenhang also z. B. als Teil eines Baudenkmals weiter eingetragen sind, sollen hier nicht aufgeführt werden. Aktennummern in diesem Abschnitt sind ehemalige, jetzt nicht mehr gültige Aktennummern.

| Lage                  | Objekt    | Beschreibung                                            | Akten-Nr.    | Bild |
| --------------------- | --------- | ------------------------------------------------------- | ------------ | ---- |
| Uttenreuther Straße 4 | Bauernhof | Nebengebäude und Scheune, zweite Hälfte 19. Jahrhundert | D-5-72-154-5 | BW   |